# Hubert Bellis

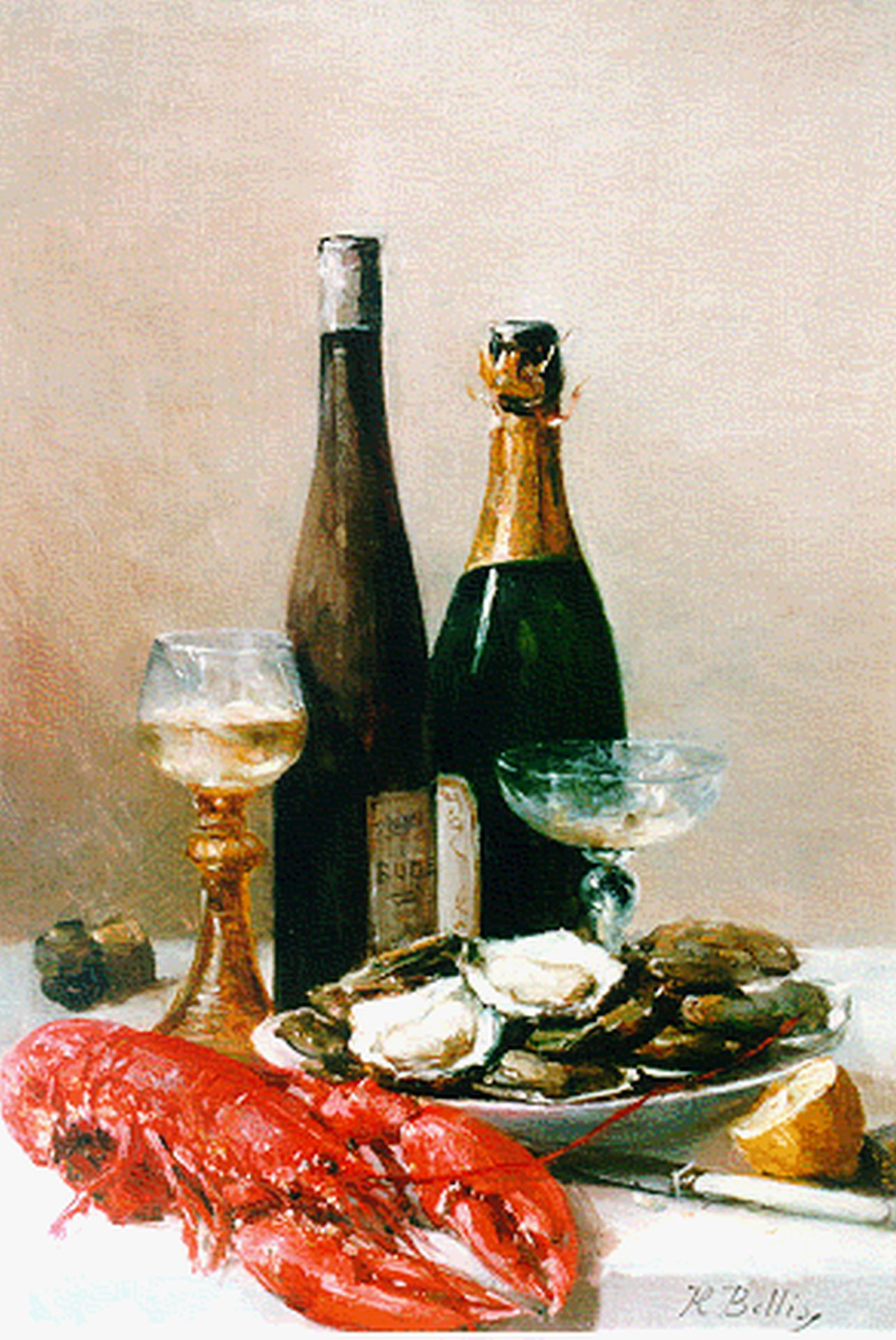
Stillleben mit Austern und Champagner

Hubert Bellis (* 6. Januar 1831 in Brüssel; † 16. April 1902 in Sint-Joost-ten-Node) war ein belgischer Blumenmaler.
Bellis studierte an der Académie royale des Beaux-Arts de Bruxelles unter der Leitung von François-Joseph Navez, dann im Atelier von Jean-Henri de Coene.
Er fertigte zunächst Porträts an, wurde dann 1875 als Maler von Stillleben, hauptsächlich Blumen und Früchten, bekannt. Er gehörte dann der realistischen Bewegung an und nahm außerdem 1875 an einer Ausstellung im Künstlerkreis „La Chrysalide“ in Begleitung von Gustave Courbet, Jan Toorop und Guillaume Vogels teil.